# 兰开驰
兰开驰（1961年4月—），男，汉族，四川三台人，1984年9月加入中国共产党，1980年9月参加工作。中华人民共和国政治人物。西南财经大学工商管理硕士研究生。曾任中共雅安市委书记、四川省政协秘书长，现任四川省政协党组成员。

## 人物经历
兰氏早年在绵竹市任职。2002年，兰开驰来到中江县，出任该县党委副书记、县长。2006年，出任中共德阳市旌阳区党委书记，后兼任区人大常委会主任。2009年1月，升任德阳市人民政府副市长，并于同年2月兼任中共绵竹市委书记，主持汶川大地震后绵竹市的重建工作，数月后升任中共德阳市委常委，并继续兼任绵竹市委书记。
2011年，兰开驰离开德阳，出任中共宜宾市委常委。2013年，转任中共雅安市委副书记，雅安市下辖的芦山县发生强烈地震后，兰氏以市委副书记的身份兼任同市副市长。2014年，任雅安市人民政府市长。2017年11月，升任中共雅安市委书记。
2021年2月，出任四川省政协秘书长。2023年1月，政协换届后，不再担任政协秘书长。但继续担任四川省政协党组成员。